# Origanum majoricum
Origanum majoricum là một loài thực vật có hoa trong họ Hoa môi. Loài này được Cambess. mô tả khoa học đầu tiên năm 1827.